# Бета (Румунія)
Бета (рум. Beta) — село у повіті Харгіта в Румунії. Входить до складу комуни Муджень.
Село розташоване на відстані 215 км на північ від Бухареста, 45 км на захід від М'єркуря-Чука, 136 км на південний схід від Клуж-Напоки, 75 км на північний захід від Брашова.

## Населення
За даними перепису населення 2002 року у селі проживали 304 особи, усі — угорці. Усі жителі села рідною мовою назвали угорську.